# بيلي فوكس (ملاكم)
بيلي فوكس (بالإنجليزية: Billy Fox)‏ مواليد 20 أبريل 1923 في تلسا، هو ملاكم محترف أمريكي سابق صنّف ضمن فئة الوزن الثقيل. معروف بفوزه على بطل وزن الوسط جيك لاموتا.

## إحصائيات
خاض خلال مسيرته 58 نزالا، فاز في 48 وتعادل في 1 وخسر في 9. فاز بالضربة القاضية في 47 نزالا.

## روابط خارجية
- بيلي فوكس على موقع بوكس ريك (الإنجليزية) (registration required)